# Omplim Estrasburg
«Omplim Estrasburg» fou una iniciativa ciutadana promoguda a les xarxes socials per l'organització independentista Consell per la República i entitats sobiranistes, com l'Assemblea Nacional Catalana i Òmnium Cultural, consistent en una manifestació el 2 de juliol de 2019 a Estrasburg, coincidint amb la sessió constitutiva del Parlament Europeu, per protestar contra el veto als polítics exiliats Carles Puigdemont i Toni Comín i el pres polític Oriol Junqueras com a eurodiputats. La manifestació va aplegar prop de 10.000 persones, segons la policia francesa.